# Sefkerin
Sefkerin  (ćir.: Сефкерин) je naselje u općini Opovo u Južnobanatskom okrugu u Vojvodini.

## Stanovništvo
U naselju Sefkerin živi 2.627 stanovnika, od toga 2.104 punoljetnih stanovnika, a prosječna starost stanovništva iznosi 40,2 godina (38,8 kod muškaraca i 41,7 kod žena). U naselju ima 829 domaćinstava, a prosječan broj članova po domaćinstvu je 3,17. 
U zadnjih pet popisa stanovništva zabilježen je pad broja stanovnika.
| Etnički sastav 2002. |            |        |
| Narod                | Stanovnika | %      |
| Srbi                 | 2.279      | 86,75% |
| Rumunji              | 170        | 6,47%  |
| Makedonci            | 36         | 1,37%  |
| Jugoslaveni          | 36         | 1,37%  |
| Romi                 | 24         | 0,91%  |
| Mađari               | 15         | 0,57%  |
| Slovaci              | 6          | 0,22%  |
| Hrvati               | 5          | 0,19%  |
| Rusi                 | 3          | 0,11%  |
| ostali               | 5          | 0,19%  |
| nepoznato            | 10         | 0,38%  |

| broj stanovnika | 3035  | 3134  | 3028  | 2837  | 2836  | 2717  | 2627  |
|                 | 1948. | 1953. | 1961. | 1971. | 1981. | 1991. | 2001. |

## Vanjske poveznice
- Karte, udaljenosti i vremenska prognoza  Arhivirana inačica izvorne stranice od 17. lipnja 2009. (Wayback Machine)
- Satelitska snimka naselja  Arhivirana inačica izvorne stranice od 7. ožujka 2021. (Wayback Machine)